# 呪われた夜
『呪われた夜』（One of These Nights）は、アメリカのロックバンド、イーグルスが1975年6月に発表した4枚目のアルバム。イーグルスのアルバムとして初めて全米ナンバー1ヒットを獲得、そして3枚の全米トップ10シングルを生み出し、名実ともにビッグ・グループへ上り詰めていった。

## 解説
元々カントリーロック調のイメージが強かったイーグルスは前作『オン・ザ・ボーダー』でよりロックへの志向をあらわしていたが、このアルバムではよりハードさ、ファンキーさが顕著になっている。これは、前作から加入したギタリストのドン・フェルダーと、プロデューサーのビル・シムジクによるところが大きい。
アルバムのレコーディングは実に6ヶ月近く費やされた。前3作までは、アルバムの曲作りにJ.D.サウザーやジャクソン・ブラウンなどが参加していたが、本作では一切参加しておらず、全てヘンリー/フライのコンビを中心としたバンドのメンバーだけで曲作りを行った。
リリースされたアルバムは全米1位を記録し、「呪われた夜」（全米第1位）「いつわりの瞳」（同第2位）「テイク・イット・トゥ・ザ・リミット」（同8位）の3枚のヒット・シングルを生み出した。「テイク・イット・トゥザ・リミット」はベースのランディ・マイズナーの作で彼によるリードボーカルである。
一方、ギターのバーニー・レドンにとっては、ロック色を強めたバンドの方向性は相容れないものであった。レドンは、イーグルスのアイデンティティーはそのカントリー・テイストのサウンドにあると考え、あまりに産業ロックにシフトしすぎていると主張した。また、グループ結成時には民主的なグループであったが、実質的に主導権を握ったヘンリーとフライが、アルバムの選曲もすべて決定し始めたことにもストレスをためていた。また、自作曲である「ハリウッド・ワルツ」でリード・ボーカルをヘンリーに奪われたこと（イーグルスでは自作曲は作曲者がリードをとることを前提に結成されたバンドであった）、日ごろからのヘンリーとフライによる陰険な口撃や、他のメンバーがドラッグとセックスに溺れた生活を送っており、そうしたライフスタイルへの嫌悪も重なり、レコーディング中にサーフィンに行って来るといってそのまま3日間戻らなかったという事件を起こしている。当時、レドンはロナルド・レーガンの娘パティとロマンスに陥り、彼女と共同で作品を作っている。「安らぎによせて」はレドンとパティの作品である。また、ある日フライがレドンの作曲や歌唱法、ギタープレイに関して罵り始めたことがあり、それに対しレドンは飲んでいたバドワイザーをフライの頭にぶちまけて、脱退を決めたとされる。その後、レドンはアルバム・リリース後のツアーはこなしたものの、最終的には1975年12月20日に脱退を表明した。
レドンの後任として、ジェイムス・ギャングのギタリスト、ボーカリストなどで活躍し、また「ロッキー・マウンテン・ウェイ」などの全米大ヒット曲を持っていたジョー・ウォルシュが加入した。

## 収録曲

### Side 1
1. 呪われた夜 - "One Of These Nights" - 4:51
作詞作曲：ドン・ヘンリー、グレン・フライ
リード・ボーカル：ドン・ヘンリー
2. トゥー・メニイ・ハンズ - "Too Many Hands" - 4:43
作詞作曲：ランディ・マイズナー、ドン・フェルダー
リード・ボーカル：ランディ・マイズナー
3. ハリウッド・ワルツ - "Holywood Waltz" - 4:04
作詞作曲：ドン・ヘンリー、グレン・フライ、バーニー・レドン、トム・レドン
リード・ボーカル：ドン・ヘンリー
4. 魔術師の旅 - "Journey of the Sorcerer" - 6:40
作曲：バーニー・レドン（インストゥルメンタル）

### Side 2
1. いつわりの瞳 - "Lyin' Eyes" - 6:22
作詞作曲：ドン・ヘンリー、グレン・フライ
リード・ボーカル：グレン・フライ
2. テイク・イット・トゥ・ザ・リミット - "Take It to the Limit" - 4:49
作詞作曲：ドン・ヘンリー、グレン・フライ、ランディ・マイズナー
リード・ボーカル：ランディ・マイズナー
3. ヴィジョンズ - "Visions" - 3:58
作詞作曲：ドン・ヘンリー、ドン・フェルダー
リード・ボーカル：ドン・フェルダー
4. アフター・ザ・スリル・イズ・ゴーン - "After the Thrill Is Gone" - 3:56
作詞作曲：ドン・ヘンリー、グレン・フライ
リード・ボーカル：グレン・フライ、ドン・ヘンリー
5. 安らぎによせて - "I Wish You Peace" - 3:45
作詞作曲：バーニー・レドン、パティ・デイヴィス
リード・ボーカル：バーニー・レドン

## パーソネル

### イーグルス
- グレン・フライ (Glenn Frey) – ボーカル、ギター、ピアノ、エレクトリックピアノ、ハーモニウム ("Hollywood Waltz")、リード・ギター ("Too Many Hands")
- ドン・ヘンリー (Don Henley) – ボーカル、ドラム、パーカッション、タブラ ("Too Many Hands")
- バーニー・レドン (Bernie Leadon) – ボーカル、ギター、バンジョー、マンドリン、ペダル・スティール・ギター
- ランディ・マイズナー (Randy Meisner) – ボーカル、ベース
- ドン・フェルダー (Don Felder) – ボーカル、ギター、スライドギター

### アディショナル・ミュージシャン
- デヴィッド・ブロムバーグ (David Bromberg) – フィドル ("Journey of the Sorcerer")
- ロイヤル・マーティアン・オーケストラ (The Royal Martian Orchestra) – ストリングス ("Journey of the Sorcerer")
- アルビー・ガルテン (Albhy Galuten) – シンセサイザー ("Hollywood Waltz")
- ジム・エド・ノーマン (Jim Ed Norman) – ピアノ ("Lyin' Eyes"、"Take It to the Limit")、オーケストレーション、指揮、ストリング・アレンジ[1]